# Санаторий «Родник»
Санаторий «Родник» —поселок в Хвалынском районе Саратовской области России, в составе городского поселения Муниципальное образование город Хвалынск.

## География
Находится на расстоянии примерно 4 километров по прямой на юго-запад от города Хвалынск. 

## История
В начале XX века здесь располагался женский Введенский старообрядческий монастырь. В советское время здесь был организован санаторий. Поселок назывался Черемшаны-3 или Санаторий Хвалынск. В 1990-е годы санаторий перешел в частные руки и поменял название на «Родник». Несколько лет назад санаторий был закрыт по санитарным причинам. В настоящее время находится в запустении.

## Население
Постоянное население составляло 55 человек в 2002 году (83% русские) ,  36 в 2010.